# Taube (Fluss)
Die Taube ist ein rechter Nebenfluss der Saale in Sachsen-Anhalt, welcher südlich der Elbe in der Mosigkauer Heide bei Dessau, südwestlich des Ortsteiles Möst der Stadt Raguhn-Jeßnitz (im FFH-Gebiet
„Taube-Quellen und Auengebiet bei Möst“), entspringt.
Sie mündet kurz vor der Saalemündung bei Barby in einen Altarm der Saale.

## Namensherkunft
Der Name entstammt dem althochdeutschen toub bzw. dem mittelhochdeutschem toup. Dies bedeutet taub, leer, nichtig, wertlos aber auch träge – womit von einem langsam fließenden Bach auszugehen ist.